# Leia jeanneli
Leia jeanneli är en tvåvingeart som först beskrevs av Edwards 1914.  Leia jeanneli ingår i släktet Leia och familjen svampmyggor.
Artens utbredningsområde är Kenya. Inga underarter finns listade i Catalogue of Life.